# Pentti Nikula
Pentti Nikula   (Somero, 3 de febrer de 1939) és un atleta finlandès, ja retirat, especialista en el salt amb perxa, que va competir durant la dècada de 1960.
El 1964 va prendre part en els Jocs Olímpics d'Estiu de Tòquio, on fou setè en la prova del salt amb perxa del programa d'atletisme.
En el seu palmarès destaca una medalla d'or en la prova del salt amb perxa del Campionat d'Europa d'atletisme de 1962, per davant Rudolf Tomášek i Kauko Nyström, així com dos campionats finlandesos a l'aire lliure, el 1962 i 1964; i un en pista coberta, el 1964. Va batre el rècord nacional en sis ocasions i fou el primer atleta finlandès en superar els 5 metres. El 22 de juny de 1962 va establir un nou rècord del món de l'especialitat en saltar els 4,94 metres.

## Millors marques
- Salt amb perxa. 5.10 metres (1963)[6]